# Direction nationale du patrimoine de Suède
La Direction nationale du patrimoine de Suède (en suédois Riksantikvarieämbetet abrégé RAÄ) est une agence publique de Suède sous la direction du ministère de la Culture. 

## Mission
Elle est responsable de la gestion et de la protection des sites et monuments historiques du pays. Jusqu'en 2015 elle était aussi responsable des opérations archéologiques du pays.

## Antiquaires nationaux
Le plus haut dirigeant de l'institution porte le titre de riksantikvarie (« Antiquaire national »). Ce titre correspond à celui de directeur général dans d'autres agences gouvernementales. Cette fonction a été instituée le 20 mai 1630 par le roi Gustave Adolphe.
Depuis, 31 personnes ont occupé ce poste.
- Johannes Bureus 1630–1648
- Georg Stiernhielm 1648–1651
- Johan Axehielm 1652–1657
- Laurentius Bureus 1657–1665
- Olaus Verelius 1666–1675
- Jacob Reenhielm 1675–1678
- Johan Hadorph 1679–1693
- Johan Peringskiöld 1693–1719
- Johan Fredrik Peringskiöld 1720–1725
- Johan Helin 1725–1750
- Carl Reinhold Berch 1750–1777
- Gudmund Jöran Adlerbeth 1778–1793
- Johan David Flintenberg 1793–1795
- Georg Frans Tihleman 1795–1802
- Jonas Hallenberg 1803–1819
- Carl Birger Rutström 1820–1826
- Johan Gustaf Liljegren 1826–1837
- Bror Emil Hildebrand 1837–1879
- Hans Hildebrand 1879–1907
- Oscar Montelius 1907–1913
- Bernhard Salin 1913–1923
- Sigurd Curman 1923–1946
- Martin Olsson 1946–1952
- Bengt Thordeman 1952–1960
- Gösta Selling 1960–1966
- Sven B.F. Jansson 1966–1972
- Roland Pålsson 1972–1987
- Margareta Biörnstad 1987–1993
- Erik Wegræus 1993–2003
- Inger Liliequist 2003–2012
- Lars Amréus 2012–2021
- Joakim Malmström 2021-